# Castell de la Guàrdia Lada
El castell de la Guàrdia Lada és una construcció aïllada situada a la part alta del poble de la Guàrdia Lada, a l'est de Montoliu de Segarra i a pocs metres de la capella de la Mare de Déu del Coll. Ha estat declarat bé cultural d'interès nacional.

## Història
L'any 1026, en el «Liber feudorum maior»,s'esmenta «Guardiam Grossam» en una delimitació del terme de Cervera que segurament correspon al de la Guàrdia Lada, ben documentat des de 1059. L'any 1075, Hug Dalmau de Cervera i la seva esposa Adalen, encomanen el castell de Guàrdia Lada a Guifré Bonfill i a la seva muller Sicarda, primers castlans coneguts.
Des de bon començament, el domini eminent del terme fou dels comtes de Barcelona que l'infeudaren als Cervera. L'any 1076 apareix entre les possessions de Ramon Berenguer I, el llegà als seus fills bessons Ramon Berenguer II i Berenguer Ramon II.
La fortificació va anar passant per diferents famílies de castlans. Segurament per aquesta raó, el castell donà lloc a un llinatge (Guàrdia o Guàrdia Lada), descendents dels Cervera. El 1223 la família Guàrdia torna a emparentar-se amb els Cervera en casar-se Marquesa, filla de Ramon de Cervera, amb Guillem de Guàrdia Lada. Quan Marquesa enviudà, es feu monja de l'Hospital i ingressà a la comanda de Cervera. Marquesa va cedir el castell a l'orde de l'Hospital, cessió que fou confirmada pel rei Pere el Gran l'any 1261. L'orde cedí el castell a diversos castlans com Ramon de Viure (1305), Jaume de Guanalor (1318) o a fra Ponç de Benviure (1318). Al segle xix, amb l'abolició de les senyories, el castell deixà de ser propietat de l'orde de l'Hospital.

## Arquitectura

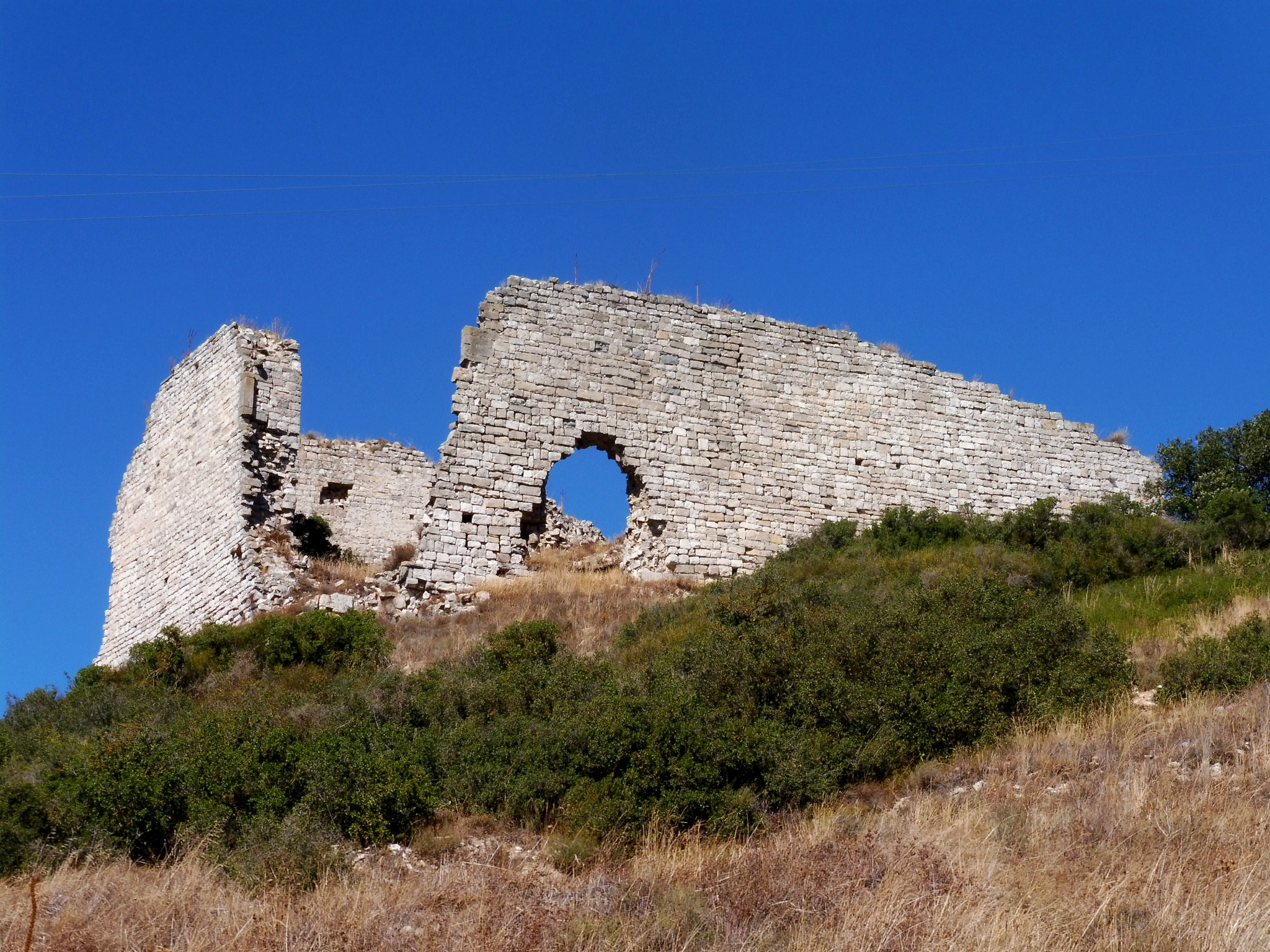
El castell des de Santa Maria

És una de les fortificacions més notables de la comarca, tant per la seva situació com per la seva tipologia. És de planta pentagonal, formar per un mur perimetral sense presència de cap torre integrada que en trenqui la regularitat. Hi ha dues portes d'accés, la principal oberta al mur sud de llevant, i una més petita, al nord del mur de ponent. A l'interior hi ha estructures semi-subterrànies, com ara una estança rectangular coberta amb volta de canó però el que més destaca és el fossat que voreja els costats nord i oest. L'obra presenta un parament format per carreus regulars de pedra del país, units amb morter.
La major part de l'estructura conservada és baix-medieval però el fonament d'una torre circular de 6,25 m de diàmetre i un gruix de mur d'1,80 m es pot identificar clarament com a primitiva construcció alt-medieval, que es dataria al segle xi. La resta de l'actual castell, que aprofità com a pedrera o basament dels murs la construcció primitiva, es pot datar el segle xv. Consta, però, que el 1660 ja només se'n mantenien les muralles.